# Ruhnu-museum
Het Ruhnu-museum (Ests: Ruhnu muuseum) is een museum op het Estse eiland Ruhnu en is opgericht in 1990. Het museum heeft als voornaamste doel het verzamelen, behouden en presenteren van het cultureel erfgoed van de Ruhnu-Zweden, met een permanente tentoonstelling die in 1998 werd geopend. De collectie omvat traditionele Ruhnu-gereedschappen, zoals het 8.000 jaar oude kwartsgereedschap van lokale zeehondenjagers, en opvallende items zoals de drakenkop-vormige windwijzer van de houten kerk uit 1644. Het museum bevindt zich op de tweehonderd jaar oude Korsi-boerderij, de enige Ests-Zweedse boerderij op het eiland die nog intact is. Het museum wordt beheerd door het Museum van de kustzweden in Haapsalu.
Museum van de kustzweden · Ruhnu-museum